# Publio Mumio Sisenna Rutiliano
Publio Mumio Sisenna Rutiliano (en latín: Publius Mummius Sisenna Rutilianus) fue un senador romano que vivió en el siglo II, y desarrolló su cursus honorum bajo los reinados de Adriano, Antonino Pío, y Marco Aurelio. Fue cónsul sufecto en el año 146 junto con Tito Prifernio Peto Rosciano Gémino.

## Orígenes familiares
Anthony Birley afirma que era "probablemente" el hijo de Publio Mumio Sisenna, cónsul ordinario en el año 133.

## Carrera política
Dos inscripciones encontradas en Tivoli documentan su cursus honorum. Rutiliano comenzó su carrera senatorial como uno de los decemviri stlitibus judicandis, parte del vigintivirato; el ejercicio de esta magistratura un primer paso hacia la entrada en el Senado romano. Luego fue tribuno militar en la Legio V Macedonica, estacionada en Moesia Inferior. Luego fue elegido cuestor, y una vez completada esta magistratura republicana tradicional, Rutiliano sería inscripto en el Senado. Siguieron dos magistraturas republicanas tradicionales más: tribuno de la plebe y pretor.
Después de completar su mandato como pretor, Rutiliano probablemente sirvió como legatus de la Legio VI Victrix, estacionada en la provincia de Britania, bajo el mando de su padre, quien fue gobernador de la provincia c.133-138. "Esos vínculos tan estrechos entre gobernadores y legados eran anormales", señala Birley, "pero podrían interpretarse como una señal de favor de Adriano". Su siguiente puesto fue el de prefecto del aerarium Saturni, que ocupó durante tres años; Mireille Corbier data su mandato desde el año 141 al 143 junto con Lucio Celio Festo como colega. En algún momento antes de su consulado, Rutiliano fue aceptado en el colegio de Augures, lo que según Birley, confirma su "alta posición social".
Después de ejercer su consulado en el año 146, Rutiliano ocupó al menos dos cargos más. El primero fue como gobernador de la provincia imperial de Moesia Inferior. entre los años 149 y 152. El segundo cargo fue el de gobernador proconsular de Asia, la cúspide de una exitosa carrera senatorial, que Ronald Syme data en el periodo 160-161.

## Rutiliano y el oráculo
Alejandro de Abonutico había establecido un oráculo de Glicón en Asia Menor Occidental, cuya fama finalmente se extendió más allá de Bitinia, Galacia y Tracia a Italia y Roma. Rutiliano había sido atraído hacia el oráculo, aparentemente para cumplir su mandato como procónsul de Asia, pero en cambio, "casi abandonó el cargo que se le había confiado para estar bajo el ala de Abonutico". Luciano de Samósata, explica que Rutiliano, "Aunque era un hombre de nacimiento y educación excelentes, y puesto a prueba en muchos oficios romanos, sin embargo en todo lo que se refería a los dioses era muy enfermizo y mantenía extrañas creencias sobre ellos. Si veía en cualquier lugar una piedra untada con aceite sagrado o adornada con una corona, se postraba inmediatamente, se besaba la mano y se quedaba junto a ella durante mucho tiempo haciendo votos y pidiendo bendiciones."
Poco después de que Rutiliano se uniera a este oráculo, Luciano se había interesado personalmente en desacreditarlo y visitó a Alejandro. En este punto, Rutiliano le había preguntado al oráculo con quién debía casarse, la respuesta fue que el procónsul, que tenía alrededor de sesenta años, debía casarse con la hija de Alejandro, una niña supuestamente engendrada en la diosa Selene. Luciano intentó disuadir al procónsul de que se casara con la niña, pero en ese momento Rutiliano era crédulo con todas las afirmaciones del oráculo y no lo escuchó. Las propias investigaciones de Luciano sobre los métodos fraudulentos de Alejandro llevaron a un serio intento de asesinato. En respuesta, Luciano decidió procesar a Alejandro ante los tribunales, pero cuando presentó su caso al gobernador de Bitinia y Ponto, Lucio Hedio Rufo Loliano Avito, alegando que no solo el caso de Luciano era débil en argumentos, sino que el patrón de Alejandro, Rutiliano, era demasiado influyente para como para ganar el juicio.